# Mark Hanna
Marcus "Mark" Alonzo Hanna, född 24 september 1837 i New Lisbon (numera Lisbon), Ohio, död 15 februari 1904 i Washington, D.C., var en amerikansk industriman och republikansk politiker. Han var William McKinleys kampanjchef i presidentvalet i USA 1896, ordförande för Republican National Committee från 1896 fram till sin död och ledamot av USA:s senat från 1897 fram till sin död. Han var en av de mäktigaste senatorerna under McKinleys tid som president.
Hanna blev vän med John D. Rockefeller i sin ungdom. Han deltog i amerikanska inbördeskriget i nordstatsarmén. Hanna bodde i Cleveland och gjorde sin förmögenhet som industrialist efter 1867. Hanna blev aktiv inom politiken under 1880-talet, till skillnad från många andra industrialister.
Hanna var John Shermans kampanjchef inför republikanernas nominering i presidentvalet i USA 1888. Partiet nominerade Benjamin Harrison som sedan vann valet trots att han fick färre röster än ämbetsinnehavaren Grover Cleveland.
Hanna stödde William McKinley i guvernörsval i Ohio 1891 och 1893. Hanna lyckades få ihop tre och en halv miljoner dollar för McKinleys kampanj i presidentvalet 1896, vilket var en stor summa på den tiden. Många amerikanska företag var rädda för McKinleys motståndare, demokraternas representant William Jennings Bryan. Speciellt frågan om myntfot var avgörande från näringslivets synpunkt. McKinley försvarade guldmyntfoten, medan Bryan var en ivrig förespråkare av silver.
Hanna efterträdde 1896 Thomas H. Carter som ordförande för Republican National Committee. Han tillträdde sedan den 5 mars 1897 som senator för Ohio. Hanna spelade en central roll bakom lösningen av den centralamerikanska kanalfrågan. Han stödde Panama dit kanalen till sist kom att byggas. Han lyckades också få vissa fackföreningar att stöda republikanerna.
Hanna och Theodore Roosevelt hade ursprungligen varit politiska bundsförvanter men med åren blev de bittra rivaler. De samarbetade i kanalfrågan men annars var Hanna en av de ledande konservativa republikanerna, medan Roosevelt var progressiv. Hanna hade inte kunnat förhindra utnämningen av Roosevelt till vicepresidentkandidat i presidentvalet 1900 och efter mordet på McKinley lär han ha sagt: "Now that damn cowboy is president."
Hanna kallades "Dollar Mark" och som industriman och politiker kopplade han pengar och makt till varandra. Ett av hans mest kända citat är "There are two things that are most important in politics. The first is money and I can't remember the second." Anders Zorn och Adolfo Müller-Ury fick måla Hannas porträtt. Han avled 1904 i ämbetet och efterträddes som senator av Charles W.F. Dick. Hans grav finns på Lake View Cemetery i Cleveland. Dottern Ruth Hanna McCormick var kongressledamot 1929-1931.